# Janus Directive
Janus Directive è un crossover in undici albi pubblicati per la prima volta negli Stati Uniti d'America dalla DC Comics tra maggio e giugno 1989; venne scritta da un gruppo di autori che comprendeva John Ostander, Kim Yale, Paul Kupperberg, Cary Bates e Greg Weisman, mentre tra i disegnatori vi furono John K. Snyder III, Rick Hoberg, Rafael Kayanan, Tom Mandrake e Pat Broderick.
La storia si concentrava sulle operazioni sotto copertura dei super gruppi e organizzazioni che esistevano all'epoca nell'Universo DC. La leader della Suicide Squad Amanda Waller cominciò a inviare i suoi agenti in missioni nel compimento di un suo piano privato, la cosiddetta Direttiva Giano, che portò la Squad a scontrarsi con i criminali metaumani e le agenzie governative. Infine scoppiarono conflitti ovunque tra questi gruppi, coinvolgenti anche numerose associazioni metaumane in cooperazione con la forza militare statunitense e le agenzie civili.

## Storia editoriale
La storia si sviluppò all'interno delle seguenti serie a fumetti: Checkmate! (nn. 15-18) Suicide Squad (nn. 28-30), Manhunter (n. 14), Firestorm (n. 86), and Captain Atom (n. 30).

## Trama
Infine, si scoprì che la Waller non era diventata una criminale, ma che fu quasi assassinata da Kobra. Kobra tentò di uccidere Amanda Waller e di rimpiazzarla con un doppione al fine di manipolare e portare al fallimento le varie agenzie governative per evitare che fermassero il suo piano: attivare un cannone ad impulsi microonde ubicato nello spazio che avrebbe bruciato un sistema elettronico (senza menzionare il sistema nervoso umano) a est degli Stati Uniti, scatenando la Kali Yuga, epoca del caos che era destinata ad iniziare. La Waller fece cadere la colpa sul suo doppio e lo assassinò, ma decise di giocarne il ruolo al fine di scoprire chi fosse la mente dietro la Direttiva Giano. Infine, la verità fu svelata, e i gruppi si unirono e presero d'assalto l'arco spaziale di Kobra, catturandolo e distruggendo la sua arma.
Il crollo della Direttiva Giano vide un Bush, veramente infuriato, riorganizzare le varie agenzie per riportarle sotto il più stretto controllo esecutivo; sciolse la Task Force X, l'organizzazione ad ombrello sotto cui Checkmate e la Suicide Squad operavano ed i componenti delle agenzie divennero autonomi, facendo di Sarge Steel un ufficiale a livello del Gabinetto con il controllo illimitato su tutte le attività governative metaumane dalla parte dei civili. Il Generale Wade Eiling ebbe un lavoro identico al Dipartimento della Difesa. La Waller fu messa sotto controllo a causa delle sue tattiche da "lupo solitario", con suo gran dispiacere. Amanda Waller poco dopo fu imprigionata per aver messo le mani in troppe cose una volta di troppo, dopo aver mandato una squadra di assassini per liquidare personalmente il cerchio di trafficanti di droga Vodou chiamato "Loa". Questo portò alla cessazione di tutte le attività della Suicide Squad per un anno.

## Personaggi
Oltre ai personaggi come Firestorm (Ronald Raymond), Firehawk, e Manhunter (Mark Shaw), che ebbero un ruolo nella risoluzione della storia, i principali personaggi furono i seguenti:
| Progetto Atomo            | C.B.I.       | Checkmate              | Force of July           | Progetto Peacemaker | Suicide Squad           |
| ------------------------- | ------------ | ---------------------- | ----------------------- | ------------------- | ----------------------- |
| Major Wade Eiling         | Sarge Steel  | Harry Stein            | Major Victory           | Peacemaker          | Amanda Waller           |
| Professor Heinrich Megala | King Faraday | Harvey Bullock         | Lady Liberty            |                     | Bronze Tiger            |
| Capitan Atomo             | John Chase   | Valentina Vostok       | Mayflower               |                     | Vixen                   |
| Major Force               | Cherie Chase | Gary Washington        | Silent Majority         |                     | Ravan                   |
|                           |              | Black Thorn            | Sparkler                |                     | Capitan Boomerang       |
|                           |              | Cavalieri di Checkmate | Abraham Lincoln Carlyle |                     | Duchessa                |
|                           |              |                        |                         |                     | Shade, the Changing Man |
|                           |              |                        |                         |                     | Conte Vertigo           |